# Nonochamus congoanus
Nonochamus congoanus là một loài bọ cánh cứng trong họ Cerambycidae.